# Serskamp
Serskamp belga település, amely Flandria  régióban, Kelet-Flandria tartományban található. A település része Wichelen városnak.

## Látnivalók
- A "Sint-Denijskerk" (Keresztelő Szent János-templom)

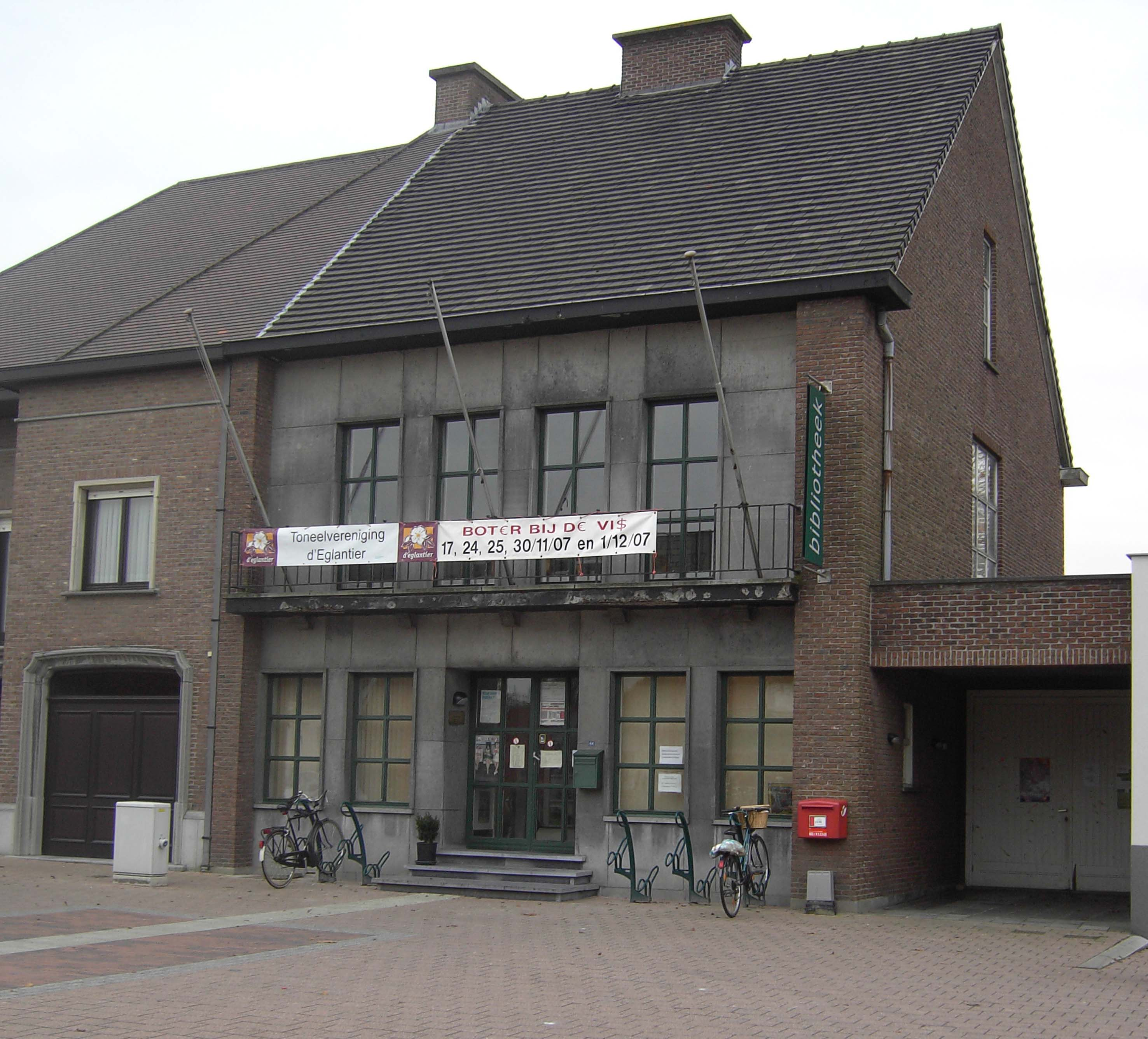
A városháza épülete
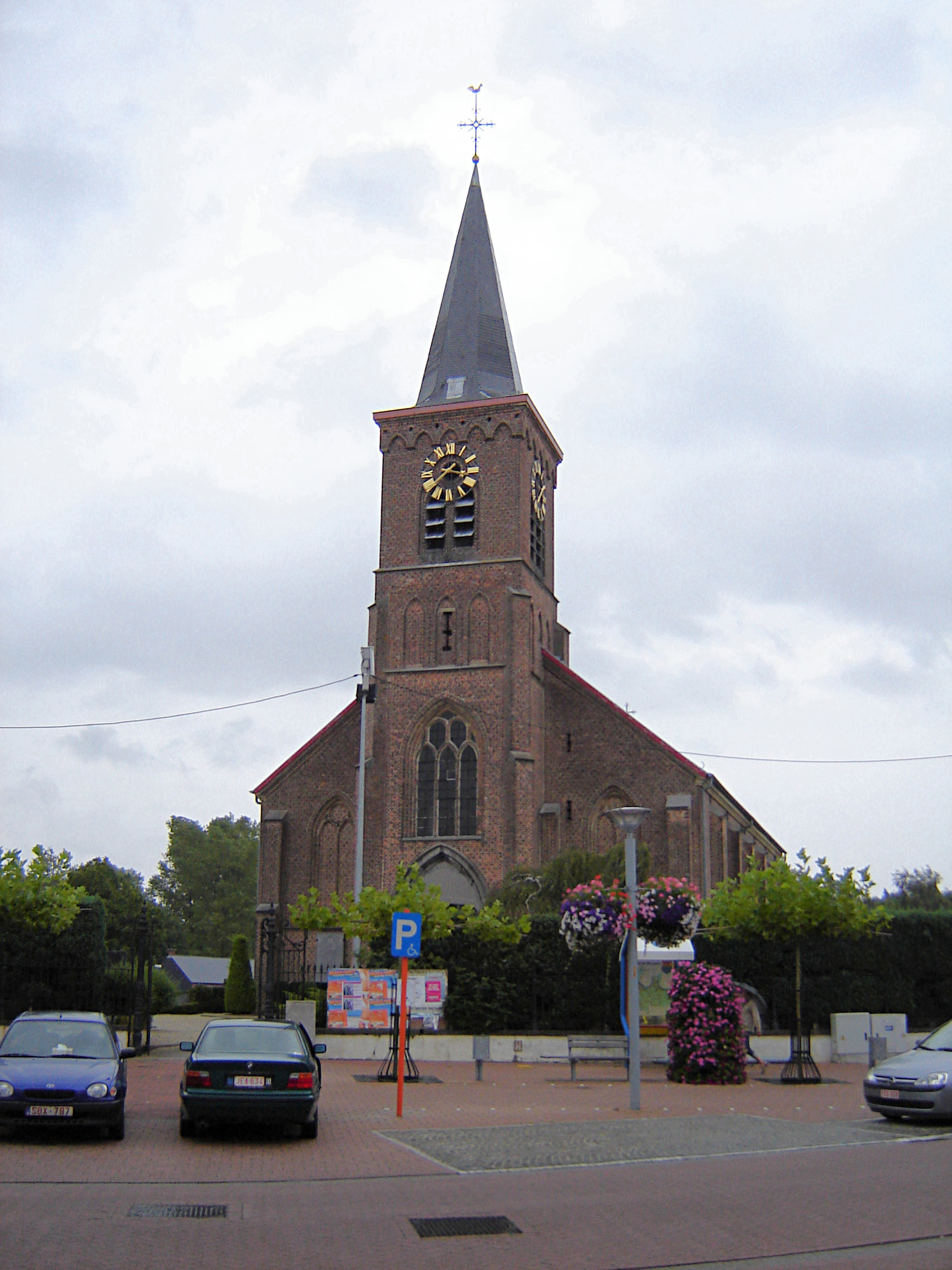
A Sint-Denijskerk

## Külső hivatkozások
- A falu hivatalos weboldala